# رادوویچی (تیوات)
رادوویچی (به لاتین: Radovići) یک منطقهٔ مسکونی در مونته‌نگرو است که در شهرداری تیوات واقع شده‌است. رادوویچی ۵۱۵ نفر جمعیت دارد.